# Морткин, Василий Фёдорович Большой
Василий Фёдорович Морткин Большой — князь, московский дворянин и воевода во времена царствования Михаила Фёдоровича.
Второй сын Фёдора Ивановича Морткина и княжны Ульяны Саввишны Норовой.

## Биография
В связи с неявкой Василия Фёдоровича на службу к Москве у него отобраны поместья и вотчины (1613). Участник обороны Москвы (1618). Московский дворянин (1627-1640). Упомянут, как прихожанин церкви Святой Троицы в Хохлах (1638). Воевода в Михайлове (1638-1639). Записан в Боярской книге (1639). По указу царя выделяет земли Павло-Обнорскому монастырю (1640). Воевода в Михайлове (1645-1649), упомянут в связи с жалобой купцов об их ограблении князьями Василием Фёдоровичем Большим и Меньшим Морткиными. Воевода в Коломне, устраивал карантин вокруг Москвы во время чумы (1654). Владел обширными земельными владениями в Коломенском, Вологодском и Бежецком уездах.

## Семья
В синодике Макариева Унженского Троицкого монастыря записан род князя Василия Фёдоровича Морткина: князь Андрей, княгиня Евдокия в иночестве Еврония, князь Феодор в иночестве Феодорит, убиенный князь Иван, князь Матвей, князь Георгий, девица княжна Агафия, князь Иван, княжна Акулина, младенец княжна Мария, княжна Анна, княжна № в иночестве Вера.